# Michalovce
Michalovce (în germană Großmichel, în maghiară Nagymihály, în idiș Michajlovec מיכאילוביץ) este un oraș din Slovacia cu 41.313 locuitori.

## Demografie
| An:                | 1994   | 2004   | 2014   | 2024    |
| ------------------ | ------ | ------ | ------ | ------- |
| Număr de persoane: | 40.836 | 39.842 | 39.510 | 35.310  |
| Diferență:         |        | −2,43% | −0,83% | −10,63% |

| An:                | 2023   | 2024   |
| ------------------ | ------ | ------ |
| Număr de persoane: | 35.584 | 35.310 |
| Diferență:         |        | −0,77% |